# Erythroxylum macrophyllum
Erythroxylum macrophyllum är en tvåhjärtbladig växtart som beskrevs av Antonio José Cavanilles. Erythroxylum macrophyllum ingår i släktet Erythroxylum och familjen Erythroxylaceae.

## Underarter
Arten delas in i följande underarter:

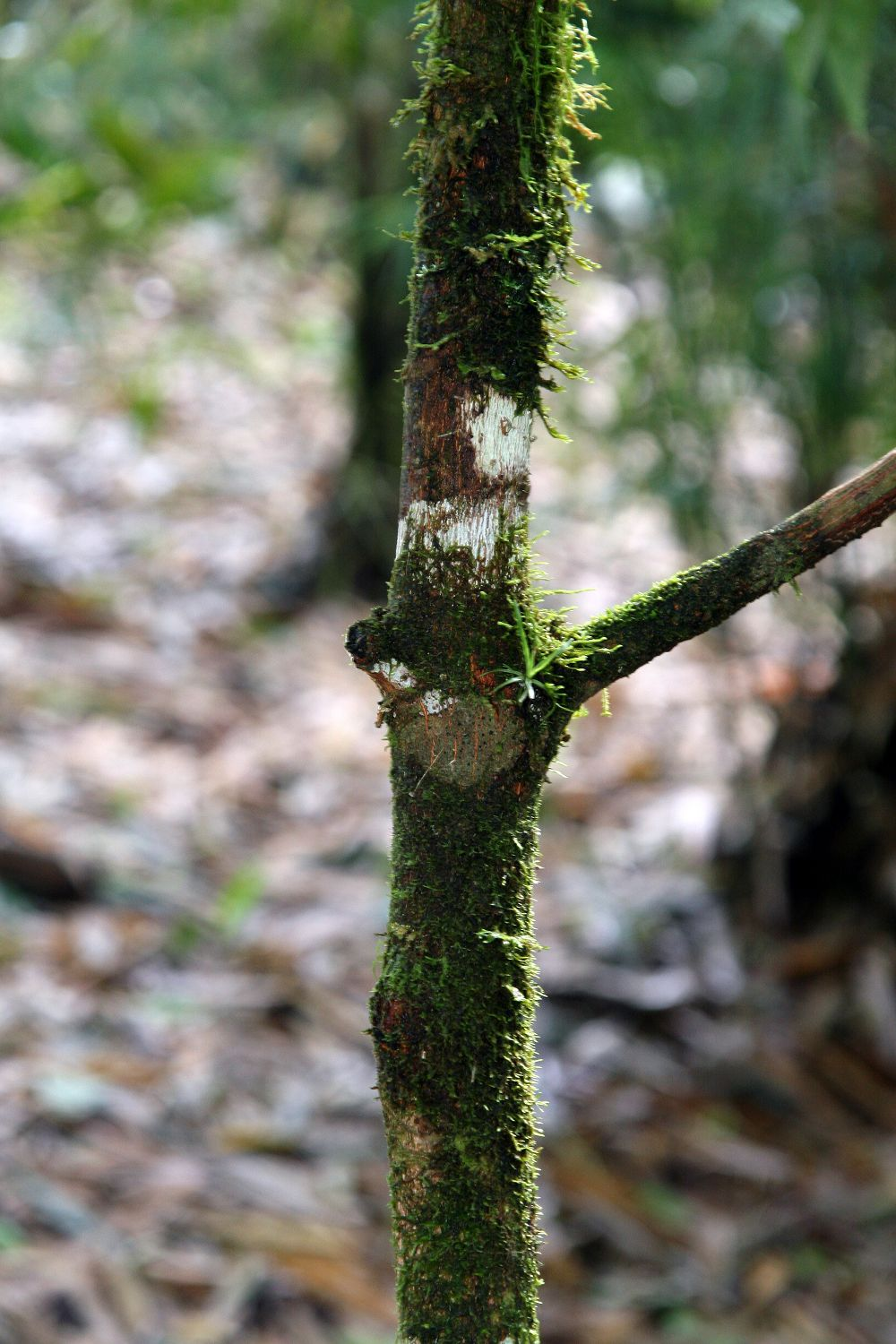
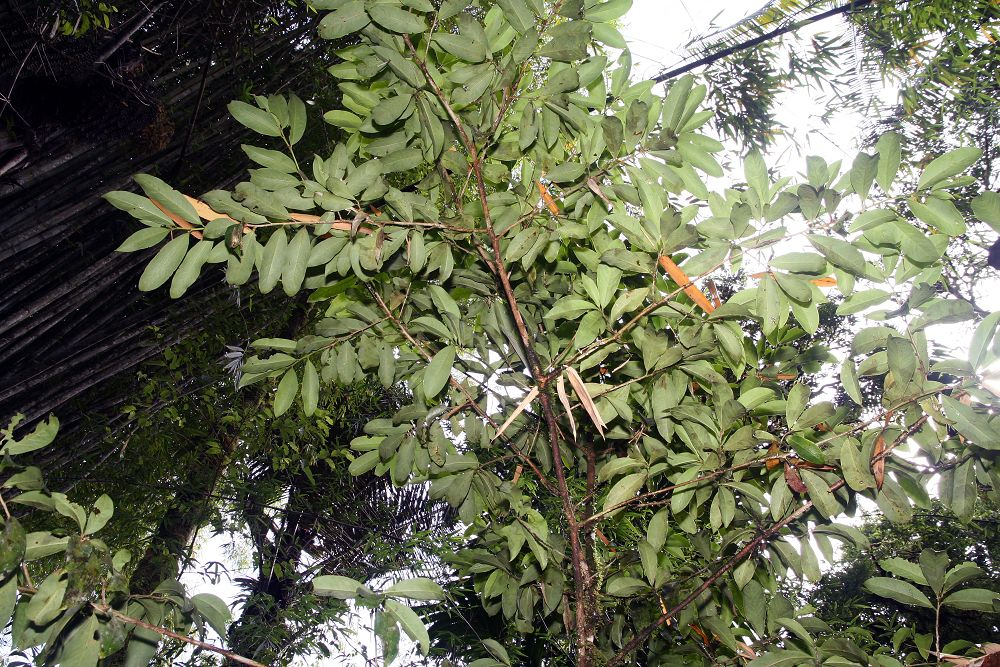
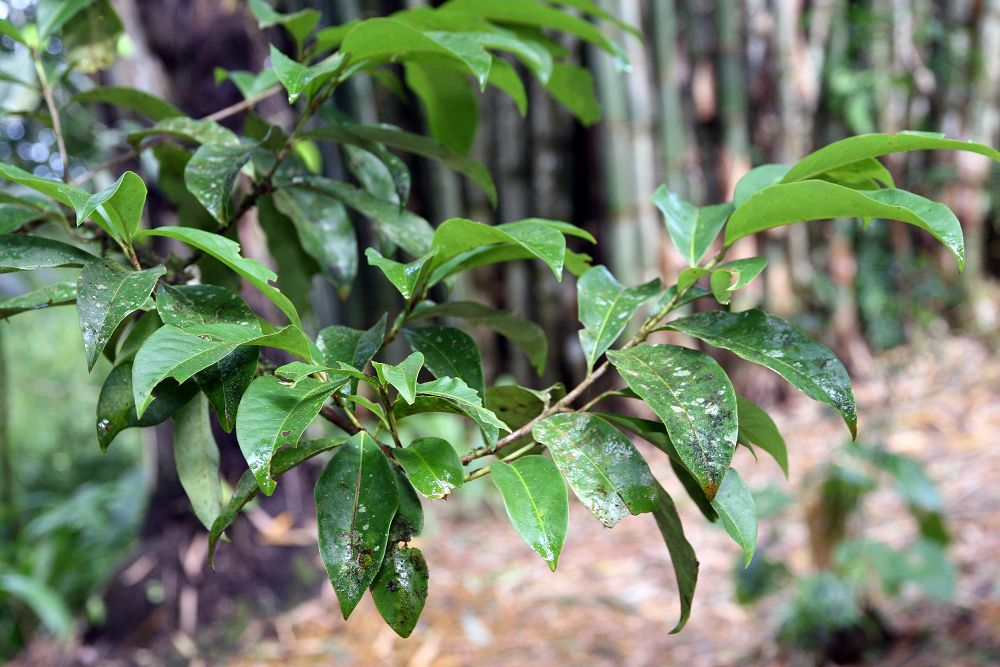
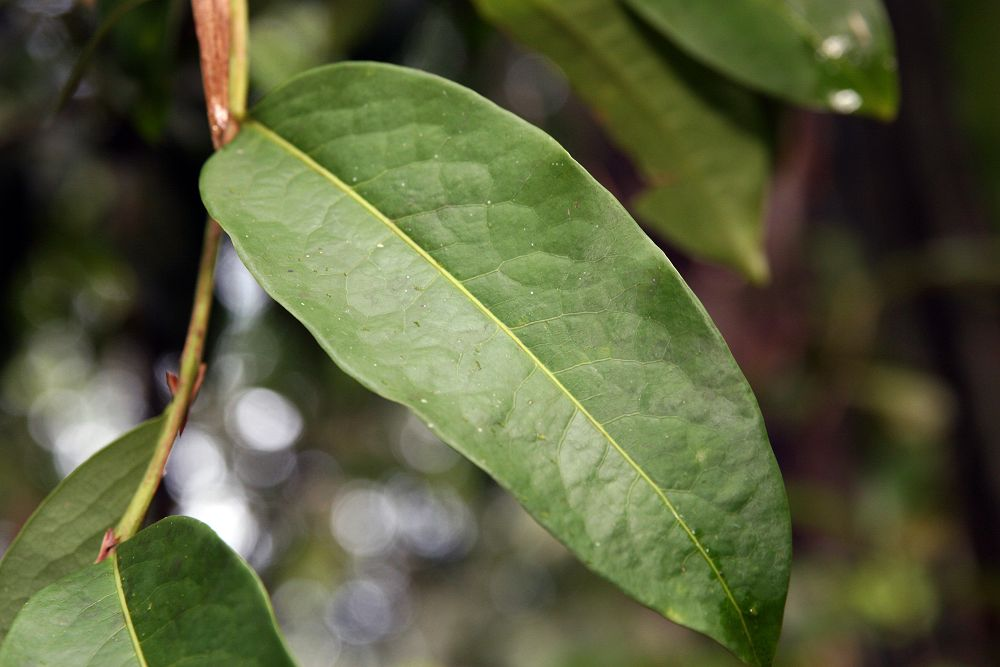

- E. m. ecuadorense
- E. m. macrocnemum
- E. m. savannarum

- Wikimedia Commons har media som rör Erythroxylum macrophyllum.